# Бесторангил
Бесторанги́л (каз. Бесторанғыл) — село у складі Отирарського району Туркестанської області Казахстану. Входить до складу Караконирського сільського округу.
До 2008 року село називалося Ільїч.
Населення — 164 особи (2021; 208 у 2009, 188 у 1999, 344 у 1989).